# Sophus Jacobsen

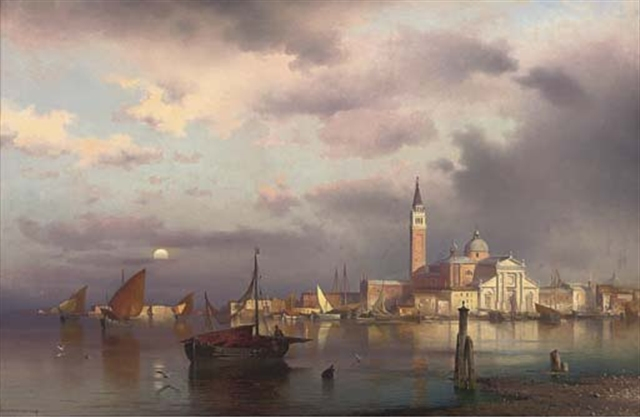
San Giorgio Maggiore, Venezia, dopo il 1865

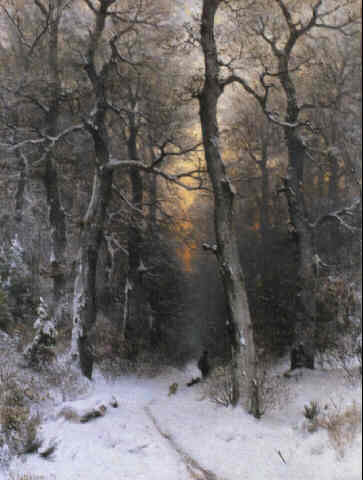
Tramonto nella foresta, dopo il 1878

Sophus Jacobsen (Fredrikshald, 7 settembre 1833 – Düsseldorf, 13 maggio 1912) è stato un pittore norvegese paesaggista della Scuola di Düsseldorf.

## Vita
Jacobsen visse a Düsseldorf fin dal 1853, dove fu allievo di Hans Fredrik Gude fino al 1856 e membro dell'associazione di artisti Malkasten dal 1856 al 1912. Vari viaggi di studio lo hanno portato in Norvegia e in Italia, nonché in diverse parti della Germania.
Alcune opere possedute da privati furono esposte nel maggio 1881 nella mostra permanente della Kunsthalle Bremen.
Alcune opere sono state messe all'asta da Christie's e Sotheby's negli anni recenti e hanno raggiunto prezzi che corrispondono all'equivalente di cinque cifre in Euro: prima il Tramonto nel bosco da Sotheby's nel 1994, poi Grande con vista su Santa Maria Maggiore, Venezia il 30 ottobre 2002 da Christie's New York fu venduto a 31070 $ e infine San Giorgio Maggiore, Venezia il 13 settembre 2006 fu battuto da Christie's a 12000 £.

## Letteratura
- Sophus Jacobsen. In: Hans Vollmer (Hrsg.): Allgemeines Lexikon der Bildenden Künstler von der Antike bis zur Gegenwart. Begründet von Ulrich Thieme und Felix Becker. Band 18: Hubatsch–Ingouf. E. A. Seemann, Leipzig 1925, S. 254.